# 김혜리 (1988년)

김혜리(金慧利, 1988년 9월 2일 ~ , 대한민국 부산광역시)는 대한민국의 태권도 선수이다.

## 생애
부산진구에서 4남매 중 둘째로 태어났다. 14살인 2001년부터 정식 아마추어 태권도선수가 되었다. 점점 경력과 실력이 쌓인 2005년, 첫 경기인 전국 청소년 태권도 대회에 출전하여 금메달을 획득하였다. 태권도겨루기전국대회를 출전을 하고 제87회, 88회 전국체전을 출전을 하여 2위 은메달 3위 동메달을 획득 하였다. 그리고 고등학교 졸업후 4년제 용인대학교(태권도경기지도학과)를 다니면서 세계태권도선수권대회를 출전을 하여 은메달을 획득하였다. 2011년, 훈련중에 아킬레스건에 부상을 당했다. 재활치료를 했지만, 건강이 더 악화되어서 은퇴를 선언하였다. 은퇴를 하고 지금은 고등학교 코치직을 맡고있다.

## 가족 관계
- 아버지 : 김기환 (1953년 ~ )
- 어머니 : 이혜수 (1953년 ~ )
- 오빠 : 김기현 (1984년 ~ )
- 남동생 : 김기훈 (1998년 ~ )
- 여동생 : 김혜인 (1994년 ~ )
- 자녀 : 김수환 (2015년 ~ )

## 수상
- 2005년 전국 청소년 태권도 대회 1위 금메달
- 2006년 태권도 겨루기 전국대회 4위
- 2006년 제 87회 전국 체육대회 2위 은메달
- 2007년 제 88회 전국 체육대회 3위 동메달
- 2009년 세계태권도선수권대회 2위 은메달